# جما بیدزورث
جما بیدزورث (انگلیسی: Gemma Beadsworth؛ زادهٔ ۱۷ ژوئیهٔ ۱۹۸۷) بازیکن زن واترپلو اهل استرالیا است.
وی در مسابقات کشوری و بین‌المللی در مجموع برندهٔ ۱ مدال طلا، ۲ مدال نقره، ۲ مدال برنز شده‌است.